# Головин Богдан Петрович
Богдан Петрович Головин (псевдоніми — Богдан Кузик, Богдан Горбачівський, Теодор Хуторянин, Тарас Чепіга та інші; 6 вересня 1926, Золотковичі, нині Мостиського району Львівської області — 9 жовтня 2016, м. Тернопіль) — український педагог, історик, просвітянин, краєзнавець, публіцист. Заслужений працівник освіти України (1993). Член Українського товариствава охорони пам'яток історії та культури (1967), Української світової спілки професійних вчителів (1994), НСЖУ (1999), НТШ (2000), ВУСК (2000). Почесний член Всеукраїнського товариства «Просвіта» (1996) та Християнського місійного товариства «Фундація духовного єднання України» (1998).

## Життєпис
Богдан Головин народився 6 вересня 1926 року в селі Золотковичі, нині Мостиського району Львівської області.
У 1941—1943 роках навчався в торговельній школі у Львові. У 1943—1945 був на примусових роботах у Німеччині. Закінчив історичний факультет Львівського університету (1958).
Працював педагогом на Львівщині. У 1961—1969 — заступник директора, директор школи в с. Прошова, в 1969—1973 — заступник директора районної заочної СШ, у 1973—1992 — вчитель у селах Буцнів, Почапинці та Лозова Тернопільського району.
Від липня 1992 — голова (від 2001 — почесний голова) правління Тернопільського обласного об'єднання Всеукраїнського товариства «Просвіта».
Трагічно загинув під колесами потяга 9 жовтня 2016 у Тернополі. Похований 12 жовтня на Микулинецькому цвинтарі.

## Нагороди
Медаль «Будівничий України» (2001).

## Доробок
Автор понад 450 статей, нарисів, рецензій, розвідок про українських письменників, науковців, священників, учасників ОУН та УПА, громадсько-політичних діячів. Автор книг
- «„Молода Просвіта“ Тернопільщини» (1997, Тернопіль, у співавторстві),
- «Мученики та ісповідники Української церкви ХХ століття» (2000, Тернопіль),
- «Нації незгасимий смолоскип» (2003, Тернопіль),
- «Ґроно вітань щиросердних» (2004, Тернопіль).

Автор багатьох статей у «Тернопільському енциклопедичному словнику».